# António de Oliveira
António Alves de Oliveira (São Pedro de Nordestinho, 20 de Maio de 1847 — 13 de Fevereiro de 1936) foi um influente político do concelho de Nordeste, Açores, de visão futurista e considerado a maior figura política do Nordeste do século XIX, que se notabilizou pelo fomento de obras públicas. É lembrado na toponímia da sua terra natal e por uma estátua localizada na praça fronteira à Câmara Municipal do Nordeste.

## Biografia
Simultaneamente escrivão da Câmara Municipal do Nordeste e juiz ordinário, foi responsável por projectos de construção ambiciosos para a sua época, numa vaga de modernização que marcou o concelho nos finais do século XIX. Conhecido como a subtil raposa, ganhou grande influência eleitoral na ilha de São Miguel, lançando na política Ernesto Hintze Ribeiro. Foi através da influência deste deputado, ministro da Obras Públicas e chefe do Governo, que conseguiu obter avultados investimentos para o Nordeste, deixando uma marca que ainda persiste.
Foi sob a sua liderança que se procedeu construção das estradas do Nordeste, incluindo a estrada da Vila do Nordeste a Santo António Nordestinho, os lanços entre a Nazaré e Pedreira, Caminho do Farol e da Tronqueira e as pontes que atravessam as ribeiras entre Pedreira e Santo António. Também data daquele período a reparação do Porto da Achada, reconstrução do cais e varadouro do Porto do Nordeste (1875), a edificação do primeiro farol dos Açores, o Farol do Nordeste, construído em 1876. A Ponte dos Sete Arcos, no Nordeste, é também desta época. Construiu-se também o edifício da Câmara em 1875, as primeiras escolas primárias, procedeu-se encanamento de água para a vila, ajudou-se nas obras em igrejas e instalou-se o telégrafo.
O Município do Nordeste prestou-lhe homenagem na toponímia e pela erecção, em 2001, de uma estátua em bronze da autoria do escultor Raposo de França localizada na praça fronteira aos paços do concelho.